# Marmagne (Saona y Loira)
Marmagne es una comuna francesa situada en el departamento de Saona y Loira, en la región de Borgoña-Franco Condado. 

## Demografía
| 1297 | 1243 | 1240 | 1306 | 1339 | 1329 | 1243 |
| Para los censos de 1962 a 1999 la población legal corresponde a la población sin duplicidades (Fuente: INSEE [Consultar]) |      |      |      |      |      |      |